# Куртје
Куртје (фр. Courtieux) насеље је и општина у североисточној Француској у региону Пикардија, у департману Оаза која припада префектури Компјењ.
По подацима из 2011. године у општини је живело 188 становника, а густина насељености је износила 71,76 становника/km². Општина се простире на површини од 2,62 km². Налази се на средњој надморској висини од 41 метар (максималној 146 m, а минималној 36 m).

## Демографија
| 1962. | 1968. | 1975. | 1982. | 1990. | 1999. | 2011. |
| ----- | ----- | ----- | ----- | ----- | ----- | ----- |
| 120   | 125   | 137   | 150   | 183   | 172   | 188   |

График промене броја становника у току последњих година